# Banco Central de Kenia
El Banco Central de Kenia (inglés: Central Bank of Kenya; suajili: Benki Kuu ya Kenya; abreviado CBK), con sede en Nairobi, es el banco central de la República de Kenia, responsable de emitir el chelín keniano (moneda del país) por todo el país. 

## Historia
Cuando, alrededor de los años sesenta, Kenia, Somalia, Uganda y Tanzania accedieron a la independencia, crearon su moneda (chelín del África Oriental), mediante el East African Currency Board (EACB), antiguo banco central de estos países.
En el año 1966 se disolvió el EACB, y cada país asociado creó su banco central y su moneda; así aparece el Banco Central de Kenia, que distribuye el chelín keniano. Las monedas de los otros países son el chelín somalí en Somalia (y el chelín de Somalilandia en la región de Somalilandia), el chelín tanzano en Tanzania, y el chelín ugandés en Uganda.